# San Zenone al Po
San Zenone al Po é uma comuna italiana da região da Lombardia, província de Pavia, com cerca de 518 habitantes. Estende-se por uma área de 6 km², tendo uma densidade populacional de 86 hab/km². Faz fronteira com Arena Po, Costa de' Nobili, Spessa, Zerbo.

## Demografia
| Variação demográfica do município entre 1861 e 2011                               |
|                                                                                   |
| Fonte: Istituto Nazionale di Statistica (ISTAT) - Elaboração gráfica da Wikipedia |